# Joy Cheek
Joy Kristin Cheek, coniugata Smith (Hyattsville, 25 giugno 1988), è un'ex cestista e allenatrice di pallacanestro statunitense, professionista nella WNBA.

## Carriera
È stata selezionata dalle Indiana Fever al terzo giro del Draft WNBA 2010 (35ª scelta assoluta).